# Deran Toksöz
Deran Toksöz (* 21. Mai 1988) ist ein deutscher Fußballspieler. Der zentrale Mittelfeldspieler spielt seit Sommer 2024 wieder für seinen Jugendverein Hamburger Turnerschaft.

## Karriere
Toksöz spielte in seiner Jugend für die Hamburger Turnerschaft von 1816 und den VfL Bochum. 2007 kehrte er nach Hamburg zum FC St. Pauli zurück, bei dem er nur in der Reservemannschaft zum Einsatz kam. 2011 wechselte er zu Holstein Kiel. Bei den „Störchen“ war er sowohl in der ersten als auch in der zweiten Mannschaft aktiv. Nachdem Toksöz in der Hinrunde der Saison 2013/14 nur drei Mal für die Profis zum Einsatz gekommen war, wechselte er im Januar 2014 in die Regionalliga Nord zu Eintracht Norderstedt und unterschrieb einen bis Sommer 2016 laufenden Vertrag. In Norderstedt war Toksöz auf Anhieb Stammkraft. Er stand in der restlichen Saison lediglich in einem Spiel aufgrund einer Gelbsperre nicht in der Startelf und trug maßgeblich zum Klassenerhalt bei. 2016 und 2017 gewann er mit Norderstedt den Hamburger Pokal.
Im November 2018 einigte sich Toksöz einvernehmlich auf eine Trennung von der Eintracht zum Jahresende und schloss sich dem Oberligisten FC Teutonia 05 Ottensen an. Nach dem Aufstieg seiner Mannschaft in die Regionalliga am Ende der Saison 2019/20 blieb er der Liga erhalten und wechselte zum TSV Sasel.